# Biscutella sempervirens
Biscutella sempervirens — вид квіткових рослин родини капустяні (Brassicaceae).

## Опис
Багаторічна, деревна рослина 20–50 см, з одним або декількома стеблами. Прикореневі листки 2,5–15 × 0,3–5 мм. Пелюстки 3–5(9) мм, жовті. Насіння 3 × 2 мм.

## Поширення
Батьківщина. Європа: Гібралтар; Іспанія; Португалія. Населяє тріщини вапнякових порід.